# Епиграма
Епиграма (От на гръцки: ἐπίγραμμα, надпис през на руски: эпиграмма или на немски: Epigramma) е кратко сатирично стихотворение, което с остроумие и неочаквани обрати осмива даден човек или обществено явление. Разцвет епиграмата получава в древногръцката литература между 3 век преди н.е. и 1 век. След това традицията е продължена в римската и византийска литература, а по-късно и в тази на Ренесанса.
Едни от майсторите на епиграми са Радой Ралин, Александър Сергеевич Пушкин, Владимир Маяковски и Никола Боало.
За епиграмите е типично това, че са напълно завършени мисли, като всеки ред гласи (понякога с изключения) свое независимо послание, което се свързва с всички редове (за пример: № 1. епиграма по-долу)

## Примери
„Хайде наште! Яжте люти чушки!
Стига сме си правили оглушки…
Люти чушки няма и за семе!
Нищо… и това ще понесеме!“
– Радой Ралин
„Натъпкан търбух
за наука глух.“
– Радой Ралин
„Види баба иглата
не види купата.“
– Радой Ралин
„Щом са ти мили рогата
не се заяждай с агата.“
– Радой Ралин